# Ferganasaurus
Ferganasaurus Là một chi khủng long được miêu tả chính thức lần đầu tiên vào năm 2003 bởi Alifanov và Averianov. Tên loài điển hình là Ferganasaurus verzilini. Nó là một sauropoda giống với Rhoetosaurus. Hóa thạch của nó được tìm thấy vào năm 1966 tại Kyrgyzstan, Trung Á và có niên đại từ tầng Callovi, Trung Jura.